# Relaciones Irlanda-Perú
Las relaciones entre Irlanda y Perú se refieren a las relaciones bilaterales entre Irlanda y Perú. Ambos países son miembros de las Naciones Unidas.

## Historia
Las relaciones entre Perú e Irlanda se remontan al Virreinato del Perú, donde Ambrosio O'Higgins, un virrey de ascendencia irlandesa, gobernó el sistema político desde 1796 hasta 1801. Durante las Guerras de Independencia de Hispanoamérica, voluntarios irlandeses participaron junto a las tropas británicas en la Guerra de Independencia del Perú. Un ejemplo de ello es la presencia de un batallón irlandés durante la decisiva batalla de Ayacucho, así como durante la batalla de Pinchincha (de la campaña ecuatoriana), entre otros enfrentamientos. Entre los irlandeses notables durante esta primera década se incluyen Daniel Florencio O'Leary y Francisco Burdett O'Connor. Otra ola de inmigrantes llegó durante el auge del guano en Perú bajo la presidencia de Ramón Castilla, que finalmente formó una pequeña comunidad en el Callao.
Las relaciones bilaterales se establecieron formalmente el 27 de junio de 1999. Hasta 2017, el embajador peruano en Londres era concurrente con el de Irlanda. Perú inauguró una embajada en Dublín en septiembre de 2017. La primera embajadora residente en el país fue Carmen McEvoy, cuyos bisabuelos abandonaron Irlanda durante la hambruna de la década de 1850.

## Visitas de alto nivel
Visitas de alto nivel de Irlanda a Perú
- Presidente Michael D. Higgins (2017)[11]
- Dara Calleary, Ministra de Estado de Promoción Comercial, Regulación Digital y Empresarial (2024)[12][13]

## Comercio
Una cámara de comercio irlandés-peruana opera en Perú para promover los intereses irlandeses en el país.
En 2022, el comercio entre ambos países ascendió a 111,4 millones de dólares.  Las exportaciones irlandesas a Perú ascendieron a 77,7 millones de dólares, siendo los sectores más comunes los productos químicos para fines médicos y los derivados de la leche. Mientras tanto, las exportaciones peruanas a Irlanda representaron 33,7 millones de dólares, y los aceites esenciales representaron alrededor del 23,7% de todas las exportaciones. Los productos agrícolas también son una de las principales exportaciones de Perú, siendo las frutas tropicales y el café los más enviados a Irlanda.

## Misiones diplomáticas residentes
- Irlanda esta acrediatada a Perú desde su embajada en Santiago y cuenta con un consulado en Lima.[17]
- Perú tiene una embajada en Dublín.[18]

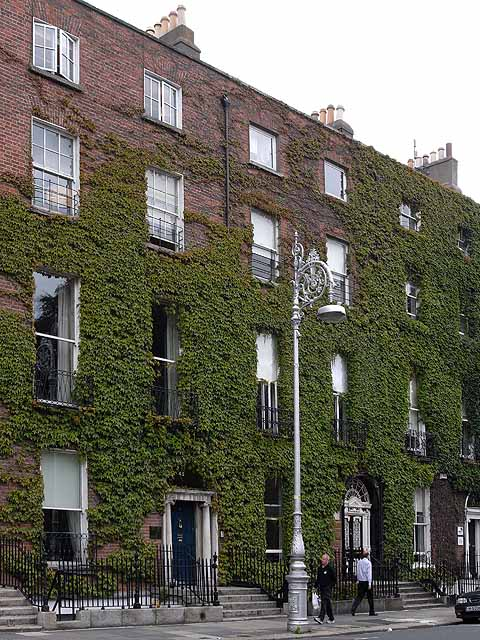
Embajada de Perú en Dublin